# Comunità ebraica di Fossano
Fossano fu sede, fino agli anni precedenti la seconda guerra mondiale, di una piccola ma fiorente comunità ebraica.
La presenza ebraica è attestata fin dal XVI secolo. Nel 1705 fu istituito il ghetto (nell'attuale via IV Novembre), al confine tra il quartiere Salice e quello Romanisi. La comunità raggiunse la sua massima espansione nella metà dell'Ottocento, nel periodo seguente all'emancipazione del 1848, quando giunge a contare ben 250 membri.
La fine del ghetto significò però anche il declino della comunità ebraica per la forte emigrazione verso i centri maggiori della regione. La sinagoga (che sorgeva in via IV Novembre) fu smantellata già negli anni precedenti la seconda guerra mondiale e i suoi arredi barocchi furono trasferiti a Torino dove andarono distrutti durante il conflitto.
Nel dopoguerra (maggio 1960) anche l'edificio della sinagoga fu demolito. A testimonianza della presenza ebraica a Fossano rimane solo il cimitero ottocentesco di via Orfanotrofio, fuori dalla porta del Salice.